# Canillo
Koordinaten: 42° 34′ N, 1° 35′ O
Canillo ist eine Gemeinde (katalanisch parròquia) im Norden des Kleinstaats Andorra. Der Ortskern liegt auf einer Seehöhe von 1531 Metern an einer Bergseite. Er wird durch den Valira in zwei Hälften geteilt. Das Ortsbild ist stark mittelalterlich geprägt.
Die Kirche von Canillo hat einen der größten Glockentürme Andorras. Seine  Höhe beträgt 27 Meter, die Grundfläche ist quadratisch, das Dach pyramidenförmig. In der Kirche werden historische Dokumente aufbewahrt; es findet sich auch eine gotische Jesusstatue. In der Nähe von Canillo befindet sich auch die romanische Kirche von Sant Joan de Caselles aus dem 11./12. Jahrhundert.
Siehe auch: Liste der Kulturdenkmäler in Canillo
Die alte Mühle (Moli Vell) wird von Touristen oft besucht.
Das Tal Vall d'Incles nahe der französischen Grenze ist ein wichtiges Wintersportzentrum. Zur Gemeinde gehört auch der Wintersportort Soldeu.
Im Juni 2022 wurde die Pont Tibetà de Canillo, eine Fußgängerhängebrücke eröffnet, die die Ortschaft Arminia mit dem Cauba-Pass verbindet.

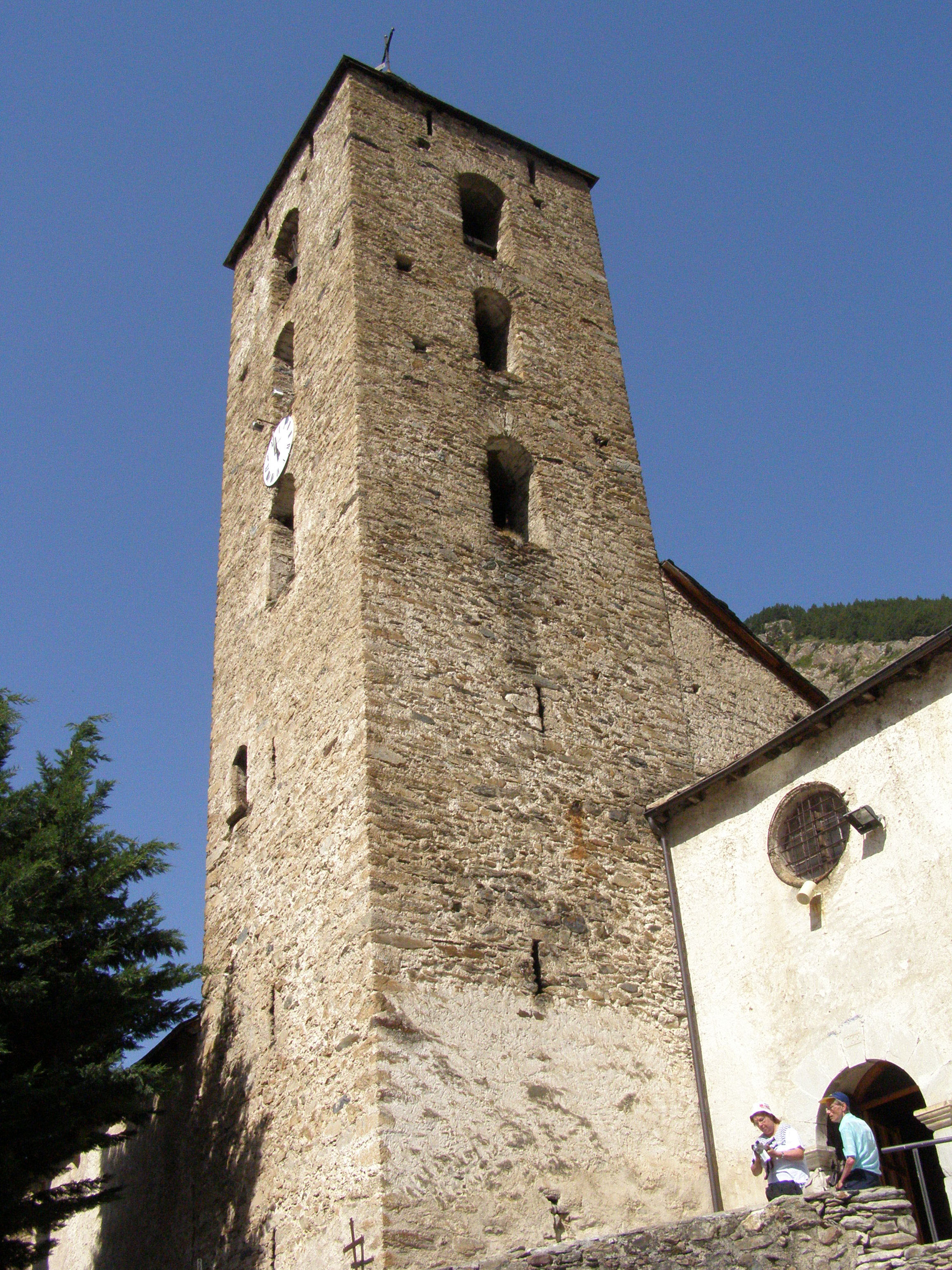
Kirche von Canillo
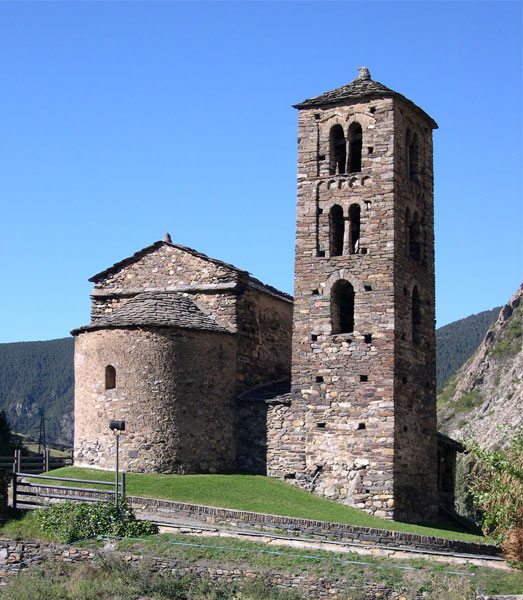
Sant Joan de Caselles

2005 fand in Canillo die Curling-Mixed-Europameisterschaft 2005 statt.

## Persönlichkeiten
- Xavier Capdevila Romero (* 1976), Skibergsteiger